# Kousba
Kousba est un village du Nord-Liban, du district de Koura (الكورة).
La superficie de Kousba est de 602 ha, et se situe à une altitude de 500 m.
Sa population est de 7 000 habitants majoritairement chrétiennes orthodoxes avec une petite minorité maronite. Kousba est considéré comme la capitale économique de Koura et la deuxième plus grande ville du caza après Amioun.
Ce village héberge des monastères (hamatoura et Saint Mitr) et des églises d'importance critique pour les pratiquants grecs orthodoxes considérés comme des destinations de pèlerinages pour les grecs orthodoxes du Liban.
Ce village est connu pour ces vastes pleines d’olives.
Les forces libanaises représentent la majorité des villageois avec une petite minorité qui soutient al-marada.